# Stisseria anguina
Stisseria anguina là một loài thực vật có hoa trong họ La bố ma. Loài này được (Jacq.) Kuntze miêu tả khoa học đầu tiên năm 1891.